# Fernando Romay
Fernando Manuel Romay Pereiro (La Coruña, 23 settembre 1959) è un ex cestista ed ex giocatore di football americano spagnolo.

## Carriera
Con la Spagna ha disputato due edizioni dei Giochi olimpici (Mosca 1980, Los Angeles 1984), tre dei Campionati mondiali (1982, 1986, 1990) e quattro dei Campionati europei (1981, 1983, 1985, 1987).

## Palmarès

### Pallacanestro
- Campionato spagnolo: 8

Real Madrid: 1976-77, 1978-79, 1979-80, 1981-82, 1983-84, 1984-85, 1985-86, 1992-93
- Copa del Rey: 5

Real Madrid: 1977, 1985, 1986, 1989, 1993
- Supercoppa spagnola: 1

Real Madrid: 1984
- Coppa dei Campioni: 2

Real Madrid: 1977-78, 1979-80
- Coppa Korać: 1

Real Madrid: 1987-88
- Coppa delle Coppe - Coppa d'Europa: 3

Real Madrid: 1983-84, 1988-89, 1991-92
- Coppa Intercontinentale: 4

Real Madrid: 1976, 1977, 1978, 1981

### Football americano
- Campionato spagnolo di football americano (Madrid Panteras, 1996)